# Robert Budzynski
Robert Budzynski (Calonne-Ricouart, Francia; 21 de mayo de 1940 – 17 de julio de 2023) fue un futbolista y dirigente de fútbol francés originario de Polonia que jugó en la posición de defensa.

## Carrera

### Club
| Periodo   | Club      | Apariciones | Goles |
| --------- | --------- | ----------- | ----- |
| 1958–1963 | RC Lens   | 134         | 2     |
| 1963–1968 | FC Nantes | 170         | 2     |

### Selección nacional
Jugó para Francia en 11 ocasiones de 1965 a 1967 y participó en la Copa Mundial de Fútbol de 1966.

### Dirigente
Fue director deportivo del FC Nantes de 1970 a 2005, periodo en el que el club fue cinco veces campeón de la Ligue 1 y ganó tres copas nacionales.

## Logros
- Copa de Francia (2): 1965, 1966
- Supercopa de Francia (1): 1965
- Copa Charles Drago (1): 1960